# Eucopia hanseni
Eucopia hanseni är en kräftdjursart som beskrevs av Nouvel 1942. Eucopia hanseni ingår i släktet Eucopia och familjen Eucopiidae. Inga underarter finns listade i Catalogue of Life.